# Lucía Marín
Lucía Marín (Linares, Jaén, 1982) és una directora d'orquestra espanyola.
Va començar a estudiar al Conservatori Professional de Música Andrés Segovia de la seva ciutat, Linares. I amb 8 anys va començar a estudiar repertori pianístic de Mozart, Beethoven, Schubert, Faure, Brahms i també la primera partitura orquestral, la Simfonia núm. 1 en Re o Simfonia Tità, de Gustav Mahler.
Va continuar la seva formació pianística amb Pilar Bilbao al Conservatori Superior Manuel Castillo de Sevilla, que va completar el 2006. Després va estudiar la carrera de Direcció d'Orquestra amb Enrique García Asensio en el Centre Superior de Música del País Basc, Musikene, que va acabar el 2010. Va completar els seus estudis de direcció als EUA, amb el Màster per la Universitat Estatal d'Illinois (2012) i el Doctorat per la Universitat de Kentucky (2015).
Ha rebut diversos premis i un ampli reconeixement: el Premi de la Reial Acadèmia de Belles Arts de Santa Isabel d'Hongria de Sevilla, en actuació pianística (2006), el Premi al XI Concurs Internacional de Direcció d'Orquestra Mestre Férriz (2008), el Premi Cultura en la primera edició dels premis "Andalusos del Futur" (2009), el Premi al millor director a Musikene (2009, 2010), el Premi "Jaén Joven" de les arts de l'Institut Andalús de la Joventut (2014), el Premi Artista Revelació de la Fundació Cultura Viva (2017). Ha estat guardonada amb La Bandera de Andalucía 2020 i és acadèmica de l'Acadèmia de la Música d'Espanya. Ha estat requerida com a jurat en diferents concursos, com el Certamen Internacional de Bandes de Música Ciutat de València.
Lucía Marín compta amb un ampli repertori simfònic i líric, havent debutat recentment al Teatre de la Zarzuela, al Teatre Principal de Palma, Teatre Real, l'ABAO de Bilbao. Entre els seus futurs compromisos hi ha el seu debut amb importants teatres i orquestres del panorama nacional i internacional.
Al llarg de la seva carrera ha dirigit diverses orquestres a Espanya, Itàlia, Portugal, Turquia i els Estats Units. Ha dirigit: l'Orquestra Nacional d'Espanya, Orquestra Simfònica de Radiotelevisió Espanyola, de Galícia, de Castella i Lleó, de Tenerife, del Principat d'Astúries, d'Euskadi, Bilbao, de Madrid, Filharmònica de Màlaga, de Còrdova, de Gran Canària, Oviedo Filarmonia, de València, Ciutat de Granada, de Navarra, Jove Orquestra de la Comunitat de Madrid, Orquestra Jove d'Andalusia i Jove Orquestra de Canàries. l'Orquestra de RTVE, l'Orquestra de Còrdova, l'Orquestra Simfònica de Galícia, la Jove Orquestra de la Comunitat de Madrid (JORCAM), l'Orquestra Simfònica del Principat d'Astúries (OSPA), l'Orquestra Simfònica de les Palmas, l'Orquestra Filharmònica de Gran Canària, l'Orquestra Filharmònica de Màlaga o la Simfònica de Bilbao, entre d'altres.